# Isolde Beidler
Isolde Josefa Ludovika Beidler (rozená von Bülow; 10. dubna 1865 – 7. února 1919) byla prvním dítětem hudebního skladatele Richarda Wagnera a jeho ženy Cosimy Wagner (sňatek proběhl až v roce 1870). Isolde se z vlastní vůle provdala za Švýcara Franze Beidlera (1872–1930) a byla matkou Franze Wilhelma Beidlera (1901–1981), který je opěvován jako první vnouče Richarda Wagnera.
Její otec Richard Wagner byl známý svými antisemitskými názory, i přesto se v roce 1923 posmrtně její snachou stala židovka.

## Život
Isolde Josefa Ludovika von Bülow se narodila v Mnichově více než devět měsíců poté, co její rodiče Richard a Cosima strávili týden o samotě na březích jezera Starnberger, jižně od Mnichova a severně od Garmische. Oba její rodiče byli hudebně nadané celebrity a tak mimomanželský potomek mohl rozpoutat skandál, který by ohrozil profesionální, sociální i finanční situaci obou z nich. V té době byl manželem Cosimy Hans von Bülow, který byl Wagnerovým talentem ohromený a věděl, že narozená dcera je právě jeho. Přesto však Isolde dostala po narození Hansovo příjmení. (Hans později uvedl, že pokud by se jednalo o někoho jiného než Wagnera, kdo měl poměr s jeho ženou, zastřelil by jej.) Když v roce 1894 Hans zemřel, Isolda byla jeho právoplatným dědicem, stejně jako její starší sestry, které byly skutečně dcerami Hanse; tento fakt zruinoval rodinné vztahy. Podle dochovaných záznamů byla Isolde v dětství matčinou nejoblíbenější dcerou. Když dospívala, chovala se ke svým nápadníkům bezcitně. Například obdivovatele svého otce, Houstona Stewarta Chamberlaina (který se se chtěl oženit s někým jiným, dokud se nesetkal s Isolde), označila za Glotzauge (brejlovec). Chamberlain se později do rodiny stejně přiženil, vzal si její sestru Evu. Během dynamických rodinných hádek na začátku dvacátého století se snažil, aby byla Isolde izolována od ostatních členů rodiny.
Dne 20. prosince 1900 ve věku 35 let se provdala za osmadvacetiletého švýcarského dirigenta Franze Beidlera. Beidler přijel v roce 1896 do Bayreuthu, aby zde plnil funkci asistenta muzikálového ředitele ve Festspielhausu a stejně jako Isolde byl velmi netaktní, což je pravděpodobně spojilo. Pár se usadil na zámečku Colmdorf nedaleko Bayreuthu, kde Beidler choval více než 100 exotických ptáků, které si pořídil v Rusku. Její matka Cosima z toho nebyl příliš nadšená. Život ambiciózního páru se neslučoval s Beidlerovými výdělky v Bayreuthu a Moskvě. Nicméně dědictví po Richardu Wagnerovi z nich udělalo zbohatlíky a matka Isoldy často dceru finančně podporovala. Isolda porodila syna Franze, prvního a až do roku 1917 jediného vnuka Richarda Wagnera, čímž na nějakou dobu zajistila rodinnou pohodu. V letech 1902 až 1905 žil pár v Moskvě a Petrohradě, kde se Beidler stal carským hudebním vedoucím. Po návratu do Colmdorfu se vztahy mezi matkou Isoldy a jejím manželem zhoršily. V srpnu roku 1906 napsala Cosima Beidlerovi dopis, ve kterém upozornila, že při příštích finančních problémech své dceři doporučí, aby jej opustila a že je velmi nečestné, aby muž žil z peněz své manželky a nic tak nedělal pro splácení svých dluhů. Isolde se snažila, aby se její matka k manželovi chovala lépe, avšak brzy pochopila, že Beidler je celou rodinou považován za outsidera. Vztahům nenapomáhalo ani to, že její bratr Siegfried byl o několik let starší než její muž a přesto byl její muž konkurencí při slavnostech v Bayreuthu. V roce 1908 se tak na přání Cosimy dirigování zhostil Siegfried místo Beidlera.
Franz Beidler měl údajně v roce 1910 románek se zpěvačkou Emmy Zimmermann. Ta porodila v květnu roku 1912 dceru Senta Eva Elisabeth. Manželé byli od roku 1906 často oddělováni na základě intrik Cosimy, nicméně v dopise své nevlastní setře Daniel Isolde napsala, že se od Beidlera nikdy neoddělí, jelikož je to její manžel a otec jejího dítěte. V roce 1912 se manželé přesunuli do Mnichova, kde si pronajali velký byt ve třetím podlaží na Prinzregentenplatz. Isolde nadále pobírala část výdělku rodiny Wagnerů, z čehož mohla hradit velkou část jejich nákladů, včetně odchodu z Bayreuthu. Jiné zdroje uvádí, že odchod od rodiny financoval jejich přítel Adolf von Groß. Beidler se stěhoval do Mnichova s domněním, že vzdálenost vyřeší vliv čím dál více toxického Wagnerova klanu, který sídlil v Bayreuthu. Stále více se začalo spekulovat o dědictví. V roce 1912 bylo Isoldě diagnostikováno vážné poškození plic, které mohlo vyústit v tuberkulózu, která by ji s největší pravděpodobností zabila.
Finanční situace Wagnerovy rodiny se výrazně zhoršila v roce 1913, kdy uplynula platnost autorských práv na hudebníkova díla. Siegfried snížil výroční "dobrovolné dotace" na 8 tisíc marek. Isoldiny výhrůžky neměly žádný výsledek a tak se o dědictví začala se svou matkou soudit u okresního soudu v Bayreuthu. Rodina se začala bránit tím, že začala tvrdit, že otcem Isoldy nebyl Richard Wagner, ale Hans von Bülow. V té době nebyla možnost testů DNA, tudíž jediným důkazem byly vzpomínky Cosimy. Případ Isoldy Beidler proti Cosimě Wagner započal 6. března 1914 a skončil 19. června téhož roku, kdy soud návrh zamítl. Zdroje uvádí, že by bylo i dosti nepravděpodobné, že by se bavorský soud postavil proti mocnému klanu Wagnerů. Isoldin právník se snažil veřejnost naklonit na její stranu, výsledkem bylo ještě větší zhoršení vztahů na obou stranách. Cosima a Siegfried byli vystaveni opravdu krutým novinovým titulkům; některé z nich otevřeli velmi tabuizované téma – Siegfriedovu homosexualitu. Nic však rozhodnutí soudu nezměnilo. Isolde nebyla veřejností považována za dceru Richarda Wagnera. Byla nucena splatit velkou část nákladů na soudní řízení za obě strany a vůči rodině se chovala nepřátelsky. Výjimkou byla její nevlastní sestra Daniela, se kterou zůstala v kontaktu. Isolda zůstala nadále v manželství s Beidlerem, i když počet jeho mimomanželských dětí vzrostl na tři a zplodil je s dalšími dvěma matkami. Jejich veřejná publicita byla utlumena vraždou arcivévody Františka Ferdinanda v Sarajevu. Siegfriedovi se nakonec podařilo najít si manželku, i přes to, že některým se volba nelíbila. Oženil se s Winifred Williams a v roce 1917 se mu narodil syn Wieland Wagner, což znamenalo, že Isoldin syn Franz již nebyl jediným Wagnerovým vnoučetem.
Poškození plic, které doktoři připisovali tuberkulóze, nikdy nebylo nijak léčeno a Isolde znovu v Mnichově onemocněla. Byla ošetřena v pečovatelském domě v Partenkirchenu, kde byla diagnostikována nemoc již v obou plicích. Podle záznamů z nemocně Isolde při léčení s doktory vůbec nespolupracovala. Doktoři jí nařídili dlouhodobě setrvávat na lůžku, místo toho ale Isolde chodila na vycházky ve špatném počasí, či hojně popíjela alkohol. Než aby zůstala v sanatoriu do doby, než léčba alespoň částečně zabere, vydávala se opakovaně zpět na dlouhé cesty do Mnichova a poté ke své nevlastní sestře. Na lůžku zůstala až v červnu roku 1918 ve svém bytě, kdy si začala uvědomovat, že se blíží konec jejího života.
Isolde Beidler zemřela ve svém bytě na Prinzregentenplatz během odpoledního spánku dne 7. února 1919 a skončilo tak její dlouhodobé a bolestivé trápení s nemocí. Z její rodiny se pohřbu účastnil pouze její manžel Franz, syn Franz a nevlastní sestra Daniela. Její matka byla o její smrti informována náhodně až v roce 1929.